# Уфимский край
Уфимский край — общественно-политическая и литературная газета на русском языке, выходившая в Уфе в 1848—1917 гг.
еженедельно (с 1910 — ежедневно).

## История
Издавалась с 1848 как неофициальная часть «Уфимских губернских ведомостей» (подзаголовок Неофициальная часть [«Уфимских] губернских ведомостей»); с № 89 1906 без подзаголовка; с 1907 — Газета политико-общественная и литературная. Уфа. 1906—1916.
с 1906 — самостоятельная газета.

## Рубрики
Объем: 61 см, 4 с.
Освещалась неофициальная хроника, печатались аналитические статьи, литерные произведения, объявления.
Рубрики: «Телеграммы», «Местная жизнь», «Среди газет и журналов», «Театр и музыка» и др.
Приложение: 1907 списки лиц по выборам в Государственную думу.
C момента образования в июле 1906 года самостоятельной газеты публиковались фельетоны, стихи, художественные рассказы.
Среди них рассказы М.Евстифеевой (Естифеева — правильное написание фамилии) — «Варнак» (№ 4), сериал «Кучук Кайнарджи. Разсказы бабушки в зимние сумерки. (Из татарского быта времён Монгольского нашествия)», У-ского «Летние каникулы» (№ 8).
Как отмечают исследователи, "в условиях революционных потрясений патриотический официоз разместил стихи М.Естифеевой «Песня новорождённому „краю“».

## График выхода в XX веке
1906 № 1 (1-VII) — № 142 (30-XII)
1907 № 1 (1-I) — № 280 (30-XII)
1908 № 1 (1-I) — № 281 (30-XII)
1909 № 1 (1-I) — № 280 (31-XII)
1910 № 1 (1-I) — № 283 (31-XII)
1911 № 1 (1-I) — № 277 (31-XII)
1912 № 1 (1-I) — № 283 (30-XII)
1913 № 1 (1-I) — № 278 (31-XII)
1914 № 1 (1-I) — № 284 (31-XII)
1915 № 1 (1-I) — № 283 (31-XII)
1916 № 1 (1-I) — № 277 (31-XII).

## Редакторы
А. С. Ключарёв, П. Ф. Гиневский; с № 74 1906 разновременно: И. П. Тюнин 1906—1907, 1916; Н. В. Фёдоров 1906—1907 (в Башкирской энциклопедии — А.Фёдоров), 1909—1913; А. Г. Вощинин 1907—1910; А. А. Гуляев 1908; М. Н. Вилькен 1913—1916, С. Н. Пикчаев.